# Барак (казахский султан)
Барак (каз. Барақ, ? — 1750) — султан, хан Среднего жуза, сын Турсун султана I, владевшего городами на реке Сырдарья, потомок Ондан султана, сына Шыгай хана. Также известен как Кырыксан Барак султан, Барак хан, Малый Барак, Барак султан, Султан Барак батыр. Был ханом с августа-сентября 1749 года по февраль-март 1750 года. Имел шестерых сыновей.

## Биография
В 1723–1730 годах султан Барак был одним из военачальников казахского ополчения в войне с Джунгарским ханством.
Султан Барак был очень честолюбивым и властолюбивым правителем, который хотел объединить все три жуза, стремясь к расширению своих владений за рекой Сырдарьёй и даже до пределов Джунгарского ханства.
В ноябре 1742 года перешёл в подчинение России. Однако из-за того, что подчиненные ему племена находились на востоке, несколько раз отправлял подарки джунгарскому хунтайджи Галдан-Цэрэну, а в начале 1744 года отправил своего сына Цыгая в Джунгарию в качестве заложника вместо сына Абилмамбет султана Абилпеиза, который уже жил там заложником.
Оренбургский губернатор Иван Неплюев, высказывая свои соображения по поводу того, каким способом привести к присяге султана Барака, писал о нём: 
«Тот Барак султан между всеми киргис-кайсацкими владельцами за знатнейшего и многолюднейшего султана почитается».
1 августа 1748 года во время стычки в районе междуречья Улькейк и Тургай Барак-султан обезглавил первого казахского хана, который принял российское подданство, — хана Младшего жуза Абулхаира, которого он ненавидел в том числе за его пророссийскую политику, и к середине 30-х годов был его главным врагом и противником. Неплюев отправил посланцев к Нуралы-хану, сыну и преемнику Абулхаира-хана, убедив его воздержаться от попыток открытой мести Бараку.
Убийство Абулхаира Бараком было осуждено оренбургским губернатором Неплюевым.

    Ваше почтенное письмо чрез Улджабай-аталыка мною получено, и что вы поздорову обретаетесь и меня помните, о том я чрез онаго Улджабая со удовольствием моим известился.

    Вы во оном о смерти Абулхаирхановой ничего не упомянули, а дети ево, Абулхаирхановы, ис которых старшей Нурали-салтан от е. и. в. на место отца ево ханом всемилостивейше пожалован, також и протчие объявляют, что он Абулхаир-хан, Вами убит, и хотя мне обстоятельства онаго дела с Вашей стороны нимало неизвестны, но как бы и за чтоб то ни произошло, но такой Ваш поступок, ежель все здесь на Вас показуемое правда, чести Вашей сходен быть не может, тем наиначе предосудителен есть, что как они, таки Вы е. и. в. подданные, следственно, от таких крайностей всегда удерживаться надлежало б. Того ради я б желал, дабы та вражда между Вами и Нуралея-хана и протчих Абулхаирхановых детей более не распространялась, яко всякая ссора ни к чести, ни к пользе быть не может.Письмо оренбургского губернатора Неплюева султану Бараку от 26 сентября 1749 года, Казахско-русские отношения в XVI-XVIII веках, — С. 489.
После убийства Абулхаира откочёвывает на границу к пределам владений джунгар, надеясь получить поддержку от них. Был вынужден вернуться обратно и обратиться к суду биев для разрешения конфликта.
В 1749 году во главе 8-тысячного войска султан Барак предпринял успешный поход на каракалпаков и подчинил себе города Инак, Ташанак, Отрар, Угустак и Сузак. Осенью 1749 года был избран в старшины Старшего и Среднего жуза, становится ханом части родов племени дулат, заручаясь в этих двух действиях поддержкой Толе-би. В сообщениях Неплюеву указано, что более 10 тысяч киргизов (казахов) избрали Барака своим ханом.
К началу 1750-х влияние Барака было так велико, что распространилось даже на некоторые роды Старшего жуза. Барак стал владельцем сильного рода Кунграт. Он планировал присоединить к своим владениям Джунгарское ханство и стать ханом двух тюрко-монгольских государств, закрепив стратегический союз браком с дочерью Галдан-Цэрэна, но не успел осуществить свои планы. В апреле 1750 года в городе Карнак в доме одного муллы вместе со своим сыном был отравлен. По одной из версий, они были отравлены джунгарским ханом, а по другой — человеком хана Нуралы. Барак-хан был похоронен в Туркестане, в мавзолее Ходжа Ахмеда Ясави.
С его смертью для Неплюева открылась полная возможность усилить русское влияние в Средней Азии.
Потомком Барака был крупный казахский государственный деятель Алихан Букейханов, председатель правительства Алашской автономии.